# Marquesat de la Eliseda
El Marquesat de la Eliseda és un títol nobiliari espanyol creat el 18 de maig de 1613 pel rei Felip III, amb caràcter hereditari a favor de Ruy Gómez de Silva i Mendoza, alcalde i alferes major de Ciudad Rodrigo, fill del príncep d'Éboli.
El títol va ser rehabilitat el 1921 per Joaquín Ignacio de Arteaga y Echagüe, XVII duc d'El Infantado, XII marquès d'Ariza, etc.

## Marquesos de la Eliseda
| Núm.                                | Titular                                      | Ref.                        |
| Creat el 1613 per Felip III         | Creat el 1613 per Felip III                  | Creat el 1613 per Felip III |
| ----------------------------------- | -------------------------------------------- | --------------------------- |
| 1                                   | Ruy Gómez de Silva y Mendoza                 |                             |
| 2                                   | Bernardo de Silva y Manrique                 |                             |
| 3                                   | Bernardo de Silva y Benavides                |                             |
| 4                                   | Francisca de Silva y Benavides               |                             |
| 5                                   | Antonio de Zúñiga y Manrique                 |                             |
| 6                                   | María Josefa de Benavides y Silva            |                             |
| 7                                   | Marcurio Antonio López-Pacheco y Portugal    |                             |
| 8                                   | María López-Pacheco                          |                             |
| 9                                   | Pedro de Alcántara-Pérez de Guzmán y Pacheco |                             |
| 10                                  | Felipe López-Pacheco y de la Cueva           |                             |
| Rehabilitat el 1921 per Alfons XIII |                                              |                             |
| 11                                  | Joaquín de Arteaga y Echagüe                 |                             |
| 12                                  | María Teresa de Arteaga y Falguera           |                             |
| 13                                  | Álvaro Moreno y de Arteaga                   |                             |
| 14                                  | Iván Francisco Moreno de Cózar y Landahl     |                             |